# Бедекер, Карл
Карл Бе́де́кер (нем. Karl Baedeker; 3 ноября 1801, Эссен — 4 октября 1859, Кобленц) — немецкий издатель, основал в 1827 году в Кобленце издательство путеводителей по разным городам и странам. Известным при жизни его сделали непревзойдённая достоверность и издательское качество путеводителей, носящих его имя («бедекеров»), быстро ставшее нарицательным для изданий такого вида.

## Биография
Старший сын книготорговца и типографа Готшалка-Дидриха Бедекера (1778—1814), Карл Бедекер родился в Эссене в 1801 году. Он служил учеником в одном из книжных магазинов Гейдельберга и закончил своё образование в Гейдельбергском университете. Затем в Берлине изучал на практике книжную торговлю, а в 1827 году открыл собственный книжный магазин в Кобленце. Приобретя от прежнего владельца вместе с книжным магазином право издания краеведческого сочинения по Рейнской области, сам переработал его и издал в 1839 году под названием «Rheinlande». Воодушевлённый успехом, в том же году Бедекер напечатал путеводители по Бельгии и Голландии, которые составили впоследствии одну книгу («Belgien und Holland»). Образцом при составлении Бедекером этих путеводителей служили английские издания «Handbooks» книготорговца Муррея, однако, содержание его книг было совершенно самостоятельным.
С 1844 года «бедекеры» ввели пятизвёздочную систему рейтинга достопримечательностей, которую с тех пор переняли и другие путеводители. Таким образом, начало формироваться представление об обязательных местах для посещения.
Во второй половине 1830-х гг. Бедекер договорился о сотрудничестве и разделе рынка с английским издателем книг для путешественников «Handbooks» Джоном Мюрреем, при том, что содержание их книг было совершенно самостоятельным. Отношения разладились только при наследниках Бедекера в 1880-е годы.
Скончался Карл Бедекер в 1859 году, оставив детям процветающее дело и имя. Похоронен на Главном кладбище Кобленца.

## Издательство после смерти Бедекера
Его сыновья продолжали дело отца. В 1872 году они перевели свою фирму в Лейпциг. Все выходящие «бедекеры», а также их английские и французские переработки, получили широкое распространение за границами Германии, в том числе и в России. Достоверность и полнота информации осталась знаменем фирмы и при его наследниках. Знаменитый путеводитель по Египту и Судану (1 изд. 1877), к созданию коего были привлечены крупнейшие египтологи, пользуется спросом до сих пор — и не только как объект коллекционирования, а по прямому назначению: как краткий курс древнеегипетской истории, справочник по клинописи, пособие по этнографии… По России было выпущено семь немецких (1 изд. 1883), три французских и одно английское издание, кроме того, два немецких — по Санкт-Петербургу. Составители считали, что через неё пролегает наилучший путь в Тегеран, Порт-Артур и Пекин.
После 1944 года в деятельности издательства возник длительный перерыв, связанный с уничтожением его здания и большей части архивов авиабомбами Союзников.
Ныне издательство Карл Бедекер (Verlag Karl Baedeker) продолжает выпускать высококачественные путеводители по странам и городам мира. В 1958 году штаб-квартира издательства перенесена во Фрайбург (Германия, федеральная земля Баден-Вюртемберг); в 80-х годах вошло в издательскую группу «Лангеншейдт». В настоящее время издательство, некогда основанное Карлом Бедекером, принадлежит концерну MAIRDUMONT со штаб-квартирой в Остфильдерне (Штутгарт).